# Melinaea flavicans
Melinaea flavicans är en fjärilsart som beskrevs av Forbes 1927. Melinaea flavicans ingår i släktet Melinaea och familjen praktfjärilar. Inga underarter finns listade i Catalogue of Life.